# Chin Peng
Chin Peng (chiń. 陳平; pinyin Chén Píng), właśc. Ong Boon Hua (chiń. 王文華; pinyin Wáng Wénhuá; pe̍h-ōe-jī Ông Bûn-hôa; ur. 21 października 1924 w Sitiawan, zm. 16 września 2013 w Bangkoku) – malezyjski polityk, dowódca Armii Wyzwolenia Narodowego Malajów, lider Komunistycznej Partii Malezji (MCP). W 1948 roku stanął na czele powstania malajskiego prowadzonego przeciwko rządowi kolonialnemu. Rebelia ustała w 1960 roku a Federacja Malajów uzyskała formalną niepodległość. Nowy kształt państwa nie spodobał się jednak wielu uczestnikom wojny wyzwoleńczej w rezultacie czego Chin Peng przeorganizował oddziały wojskowe wzdłuż granicy z Tajlandią. W 1961 roku przyjechał do Chin, gdzie Deng Xiaoping zaproponował mu rozpoczęcie kolejnej rebelii i zaoferował wsparcie finansowe. Peng zadowolony rezultatami wojny wietnamskiej uznał, że powstanie może odnieść podobny sukces w związku i z tym 1968 roku rozpoczął drugie powstanie malajskie. Powstanie zakończyło się w 1989 roku traktatem pokojowym z rządem. Zgodnie z umową lider insurekcji mógł powrócić w rodzinne strony co jednak zostało zablokowane przez rząd. Peng zmarł w Bangkoku w Tajlandii w dniu 16 września 2013 roku i został poddany kremacji według obrzędu buddyjskiego, rząd odmówił jednak złożenia jego prochów w Malezji, co było życzeniem zmarłego.